# Tigris (båt)

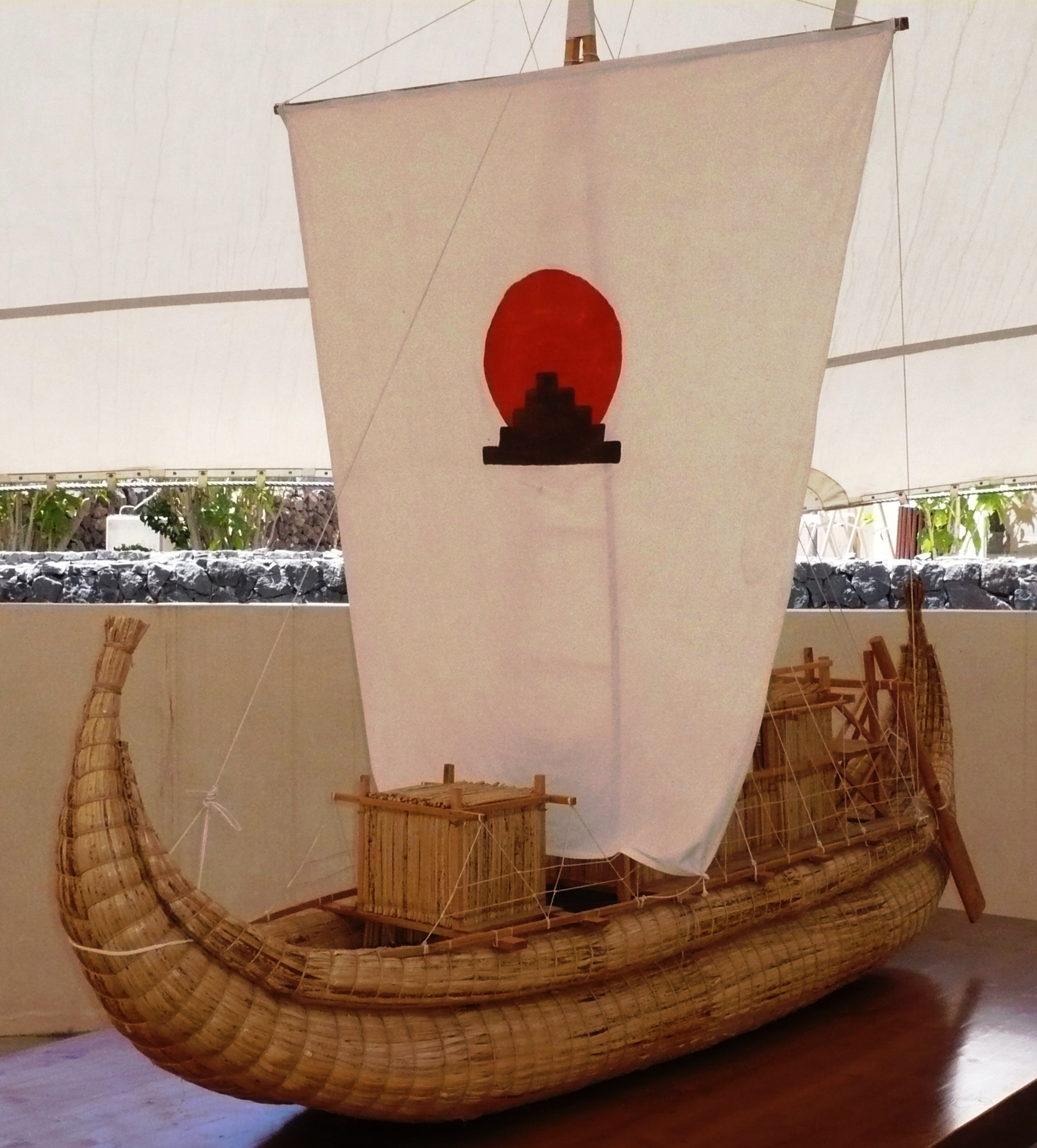
En modell som föreställer Tigris

Tigris var en vassbåt som byggdes och seglades av Thor Heyerdahl 1977. Den byggdes i Irak. Den seglades 1977–1978 från Irak till Djibouti, via Karachi.

På eget initiativ brände befälhavaren och manskapet Tigris innan ankomsten till slutmålet. På grund av den politiska situationen på Afrikas horn ålades expeditionen med stora restriktioner vilka hamnar de skulle få anlöpa och slutmålet blev omöjligt att nå. Bränningen gjordes som en protest mot det instabila politiska läget.

## Besättning
- Thor Heyerdahl (Norge)
- Norman Kent Baker (USA)
- Carlo Mauri (Italien)
- Yuri Senkevich (Sovjetunionen)
- Germán Carrasco (Mexiko)
- Hans Petter Bøhn (Norge)
- Rashad Nazir Salim (Irak)
- Norris Brock (USA)
- Toru Suzuki (Japan)
- Detlef Zoltzek (Tyskland)
- Asbjørn Damhus (Danmark)